# Alternativa 3
Alternativa 3 (o Alternativa3) è una delle principali centrali di importazione, per la Spagna, del commercio equo-solidale.
L'organizzazione, attiva dal 1992, ha sede a Terrassa, vicino a Barcellona. Membro dell'IFAT, la federazione internazionale del commercio alternativo, è stata tra i fondatori di NEWS!, la rete europea delle botteghe del mondo.
Le principali categorie merceologiche trattate da Alternativa 3 sono i generi alimentari, artigianato, prodotti tessili per abbigliamento e arredamento, strumenti musicali e dischi, bigiotteria, giocattoli e articoli da cartoleria.
I produttori da cui si rifornisce si trovano in America Latina, nel Sud-Est asiatico e in Africa. Si tratta principalmente di cooperative o altri gruppi organizzati di contadini e artigiani.